# アンヌ・ルイーズ・ジェルメーヌ・ド・スタール
アンヌ・ルイーズ・ジェルメーヌ・ド・スタール（フランス語: Anne Louise Germaine de Staël、1766年4月22日 - 1817年7月14日）は、フランスの批評家、小説家。フランスにおける初期のロマン派作家として政治思想、文芸評論などを行った。多く、スタール夫人（フランス語: Madame de Staël）の名で知られる。フランス革命からナポレオン・ボナパルトの君臨に至る時代、多くの政治評論を行い、ナポレオンと終生対立する運命となる。正式な名前は、スタール＝ホルシュタイン男爵夫人アンヌ・ルイーズ・ジェルメーヌ・ネッケール（フランス語: Anne-Louise Germaine Necker, baronne de Staël-Holstein）。フェミニズムの先駆者でもある。

## 生涯
スイスの政治家・財政家ジャック・ネッケルの娘として、パリで生まれる。幼くして両親に連れられて、百科全書派の哲学者や文学者の集うサロンに足を運び、彼らから、その才能ぶりを絶賛される。1786年にパリに住むスウェーデン大使のスタール＝ホルシュタイン男爵と結婚、しかし2年後には別居状態になる。
1788年に書いた『ルソーの性格および著作についての手紙』で文壇に認められた。フランス革命時は積極的に参加、外国大使の妻という身分を活かし、革命が過激になる中、生命の危険にさらされた友人たちの身の安全の確保にも努めた。モンモランシー＝ラヴァル公爵、ナルボンヌ＝ララ伯爵、タレーランらとはこの頃、特に親しかった。特にナルボンヌ＝ララとは一線を超えた関係となったという。革命に対する穏健的な政治姿勢がやがて反感を買い、父の領地でもあるスイスのコペに亡命、パリとの往復を繰り返す。この頃に、バンジャマン・コンスタンを知る。
1795年、『小説論』を発表する。これは、ドイツの文豪ゲーテから絶賛され、ゲーテ自らドイツ語訳を行った。次いで発表した『個人と国民に及ぼす情熱の影響について』（1796年）は、モラリスト的な立場から書かれた熱情と愛について描かれた。やがて、フランス革命が彼女の考えた穏健で平和的な立憲君主主義とは程遠く過激になっていくのを憂い、マリー・アントワネットの助命を懇願する論文なども手がけた。なお、当初から別居状態が続いていた夫のスタール＝ホルシュタイン男爵とは、1799年に正式に離婚し、男爵は1802年に死去している。ちなみにタレーランをフランスの政界に売り込んだのも、当時愛人であった彼女であった。
1800年に発表した『文学論』では、文学者の反専制的使命と文学者の自由を強調し、ナポレオンの不興を買う。さらに、1801年にナポレオンがローマ教皇とコンコルダートを結んでカトリックと和解すると、カトリックの迷信性などを論った小説『デルフィーヌ』（1802年）を出版、ナポレオンは激怒し、ついに彼女はパリから追放される。
その後、スタール夫人はドイツに旅行、フランクフルト、ヴァイマル、ベルリンなどを訪問する。父の死を挟んで、イタリアへと旅立った。その後、コペでサロンでの活動に熱中し、多くの人と批評を行った。この頃、イタリアの天才的女性詩人コリンヌの運命を綴った小説『コリンヌまたはイタリア』（1805年）を発表する。さらに、ドイツ・オーストリアへと旅立つ。この旅で、彼女は周辺諸国の反ナポレオンの人々を味方につけることになる。この2回のドイツ旅行と家庭教師に雇ったアウグスト・ヴィルヘルム・シュレーゲルの援助の下、ドイツ人の民族性とロマン主義とを綴った『ドイツ論』出版のため、パリに赴いたが、フランスの自文化中心主義を批判しドイツ文化の重要性を説いたことでナポレオンの怒りを買い、発禁の処分が出る。彼女は危険人物と目され、監視の下に置かれる。1812年に20歳以上年下の士官アルバート・デ・ロッカと再婚、オーストリア、ロシア、スウェーデン、イギリスへと赴き、1813年にイギリスで『ドイツ論』を発刊する。
1814年にナポレオン体制が崩壊し、パリに舞い戻った。ナポレオン包囲網への結集とナポレオンの政敵であるスウェーデン王太子ベルナドットを擁立し、立憲君主制の成立のために欧州諸国を巡りベルナドットを売り込む画策を行なうためであった。ロシア皇帝アレクサンドル1世の支持も得た。しかし結果はブルボン家による王政復古であった。1816年、『逃亡の10年』『フランス革命についての考察』を出版する。しかしこの頃、既にサロンにおいて昔日の彼女の姿はなかったという。
晩年にはアヘンも常用するようになった。ほどなく脳出血で倒れ、半身不随になり、1817年にその政治的だった生涯を閉じた。51歳であった。亡くなったのはパリである。スタール夫人の再婚相手のロッカも、それから1年も経たないうちに結核で死去した。
子孫に、フランスの首相をつとめた第4代ブロイ公爵アルベール・ド・ブロイ（スタール夫人と最初の夫であるホルシュタインとの娘アルベルティーヌの子）、更にその孫で1929年にノーベル物理学賞を受賞した第7代ブロイ公爵ルイ＝ヴィクトル・ピエール・レーモン・ド・ブロイがいる。

## 作品
『ドイツ論』など数編の著作の日本語訳が出版されているが、日本語訳されていないものの方が多い。
- Lettres sur les ouvrages et le caractère de Jean-Jacques Rousseau（1788年、ジャン゠ジャック・ルソーの性格および著作についての手紙）
- Essai sur les dictions（1795年、小説論）
- De l'influence des passions sur le bonheur des individus et des nations（1796年、個人と国民の幸福に及ぼす情熱の影響について）
- Des circonstances actuelles qui peuvent terminer la Révolution et des principes qui doivent fonder la République en France（1799年頃、革命を終結せしめうる現下の情勢とフランスに共和国を樹立する原理について）
- De la littérature considérée dans ses rapports avec les institutions sociales（1800年、社会制度との関係から見た文学）
- Delphine（1802年、デルフィーヌ）
- Corinne ou l'Italie（1807年、コリンヌあるいはイタリア）
- De l'Allemagne（1810年、ドイツ論）
- Les considérations sur la Révolution française（1817年、フランス革命に関する考察） 死後出版された。

### 日本語訳
- 『フランス革命文明論』全3巻、井伊玄太郎訳、雄松堂、1993年
- 『ドイツ論』全3巻、梶谷温子・中村加津・大竹仁子ほか訳、鳥影社、1996 - 2002年
「1 ドイツ概観」、「2 文学と芸術」、「3 哲学と宗教」
- 『コリンナ　美しきイタリアの物語』 佐藤夏生訳、国書刊行会、1997年
  - 『コリーヌあるいはイタリア』 佐藤夏生訳、水声社、2025年。改訳版
- 『三つの物語』 石井啓子訳、幻戯書房〈ルリユール叢書〉、2022年

## 評伝
- 佐藤夏生『スタール夫人　人と思想』（清水書院、2005年、新版2015年）

## 語録
- 二人の天才が結ばれることは、フランスの国益に合致する。
- 天才に性差はない。
- 私は自分を賢いと思っているが、ボナパルトは私ほど賢いでしょうか。
- スウェーデン王太子は現代の英雄である。彼こそは真面目な人々のためのナポレオンである。